# MS Nordlys
 For alternative betydninger, se MS Nordlys (flertydig). (Se også artikler, som begynder med MS Nordlys)
MS Nordlys er et skib, der sejler for Hurtigruten i Norge. Skibet er bygget i 1994 på Volkswerft GmbH i Stralsund. Skibet har to søsterskibe MS Kong Harald og MS Richard With.
Den 15. september 2011 skete der en eksplosion i maskinrummet tæt på Ålesund, der kostede 2 besætningsmedlemmer livet, og mindst 16 personer kom til skade. Skibet kom ind til kajen i Ålesund, men var ved at kæntre. På et tidspunkt var hældningen 22°.
MS Nordlys var dengang ved at blive udfaset fra Hurtigruten og er nu oplagt i Åndalsnes.

## Galleri
- MS Nordlys i Svolvær 17. september 2008
- Brand i maskinrummet den 15. september 2011
- MS Nordlys krænger efter ulykken